# Maraye-en-Othe
Pour les articles homonymes, voir Othe (homonymie).
Maraye-en-Othe est une commune française, située dans le département de l'Aube en région Grand Est.
La commune qui comptait 1 233 habitants, appelés Marayais, en 1806 a vu sa population décroître régulièrement jusqu'en 1975 pour remonter aux environs de 500 au XXIe siècle. Outre le bourg, le territoire de la commune couvre cinq hameaux : Champcharme Haut, Champcharme, Les Boulins, La Perrière et Champsicourt. Le village est situé à 11 kilomètres d'Aix-en-Othe capitale du Pays d'Othe ; il est traversé par la RD374 qui relie Nogent-sur-Seine à Charrey.
Dans une grange champenoise de 1893, le « musée de l'histoire paysanne » rassemble des appareils et outils issus de l'ancien temps du monde agricole comme des charrues, des lieuses, des moissonneuse-lieuses ou des semoirs.

## Géographie

### Localisation
Maraye-en-Othe est une commune du Pays d'Othe située entre les communes de Eaux-Puiseaux et de Bercenay-en-Othe. À vol d’oiseau, elle est située à 11 km de Aix-en-Othe, à 21,8 km de Troyes, et à 42,3 km de Sens.

### Communes limitrophes
À vol d'oiseau, les cinq communes les plus proches du territoire sont Nogent-en-Othe, Saint-Mards-en-Othe, Eaux-Puiseaux, Bercenay-en-Othe et Vosnon.
| Villemoiron-en-Othe | Bercenay-en-Othe |                     |
| Saint-Mards-en-Othe | Isle-Aumont      | Sommeval            |
| Nogent-en-Othe      | Vosnon           | Eaux-Puiseaux Auxon |

La grande ville la plus proche du territoire de Maraye-en-Othe hors Paris est Reims (122,3 km).

### Géologie et relief

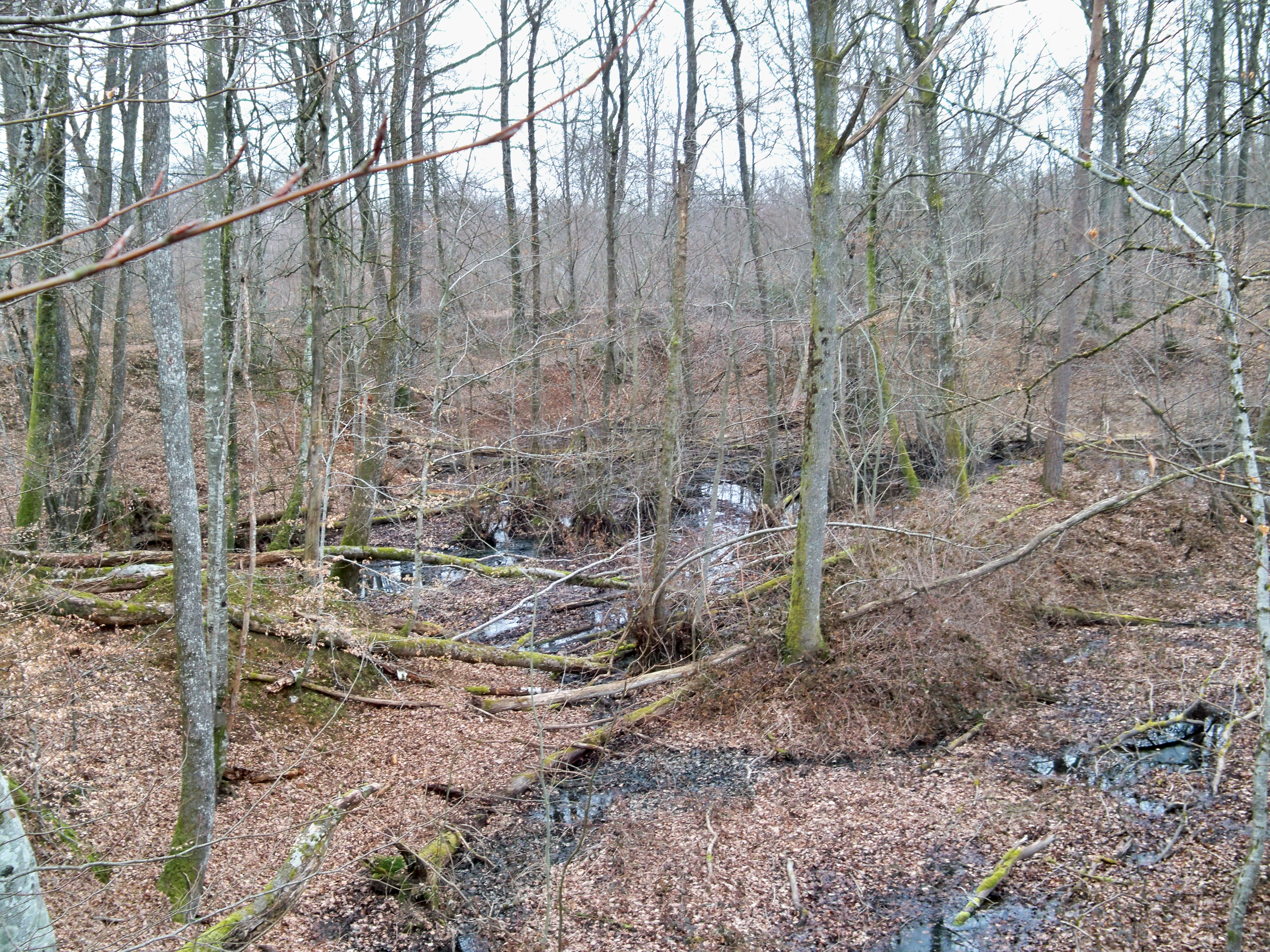
La forêt communale de Maraye-en-Othe.

Elle est située au sud de la Vanne, là où la puissance des assises crayeuses atteint son maximum. C'est dans cette portion que qu'on rencontre les sommets les plus élevés du Pays d'Othe. Ainsi, l'altitude de la commune varie entre 177 et 288 mètres ; sa superficie est de 4 232 hectares.

### Hydrographie
La commune est dans la région hydrographique « la Seine de sa source au confluent de l'Oise (exclu) » au sein du bassin Seine-Normandie. Elle est drainée par l'Ancre et le ru de Champcharme,.
L'Ancre, d'une longueur de 16 km, prend sa source dans la commune  à 201 mètres d'altitude et se jette  dans la Vanne à Estissac, après avoir traversé quatre communes. Elle possède trois affluents, dont la Rû de Champcharme qui traverse la commune.

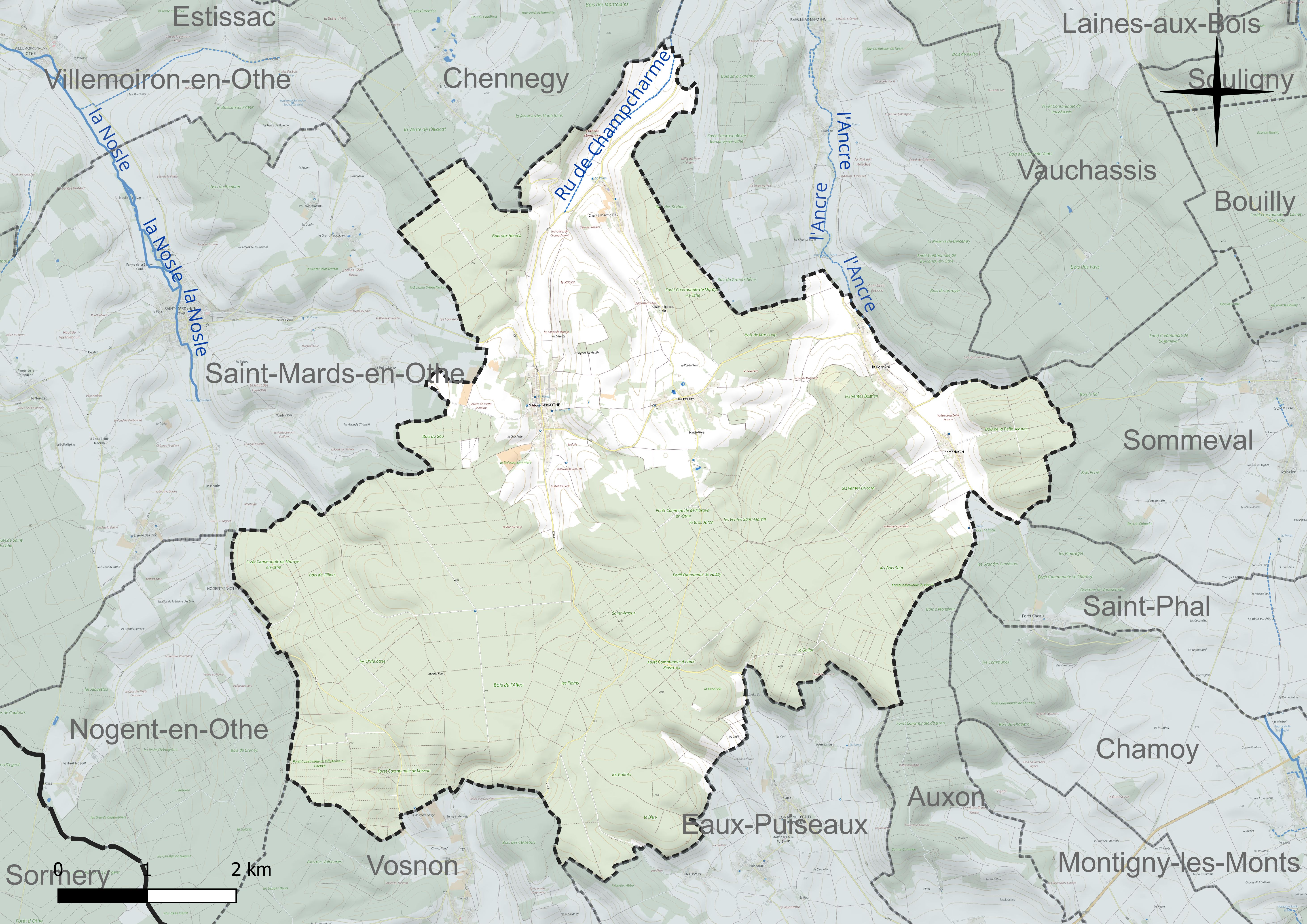
Réseau hydrographique de Maraye-en-Othe.

### Climat
Pour des articles plus généraux, voir Climat du Grand Est et Climat de l'Aube.
En 2010, le climat de la commune est de type climat océanique dégradé des plaines du Centre et du Nord, selon une étude du Centre national de la recherche scientifique s'appuyant sur une série de données couvrant la période 1971-2000. En 2020, Météo-France publie une typologie des climats de la France métropolitaine dans laquelle la commune est exposée à un climat océanique altéré et est dans une zone de transition entre les régions climatiques « Nord-est du bassin Parisien » et « Lorraine, plateau de Langres, Morvan ».
Pour la période 1971-2000, la température annuelle moyenne est de 10,1 °C, avec une amplitude thermique annuelle de 16,1 °C. Le cumul annuel moyen de précipitations est de 827 mm, avec 12,7 jours de précipitations en janvier et 8,1 jours en juillet. Pour la période 1991-2020, la température moyenne annuelle observée sur la station météorologique de Météo-France la plus proche, « Saint-Mards », sur la commune de Saint-Mards-en-Othe à 4 km à vol d'oiseau, est de 11,1 °C et le cumul annuel moyen de précipitations est de 759,6 mm. 
La température maximale relevée sur cette station est de 41,2 °C, atteinte le 25 juillet 2019 ; la température minimale est de −21,3 °C, atteinte le 2 janvier 1997,,.
Les paramètres climatiques de la commune ont été estimés pour le milieu du siècle (2041-2070) selon différents scénarios d'émission de gaz à effet de serre à partir des nouvelles projections climatiques de référence DRIAS-2020. Ils sont consultables sur un site dédié publié par Météo-France en novembre 2022.

### Voies de communication et transports

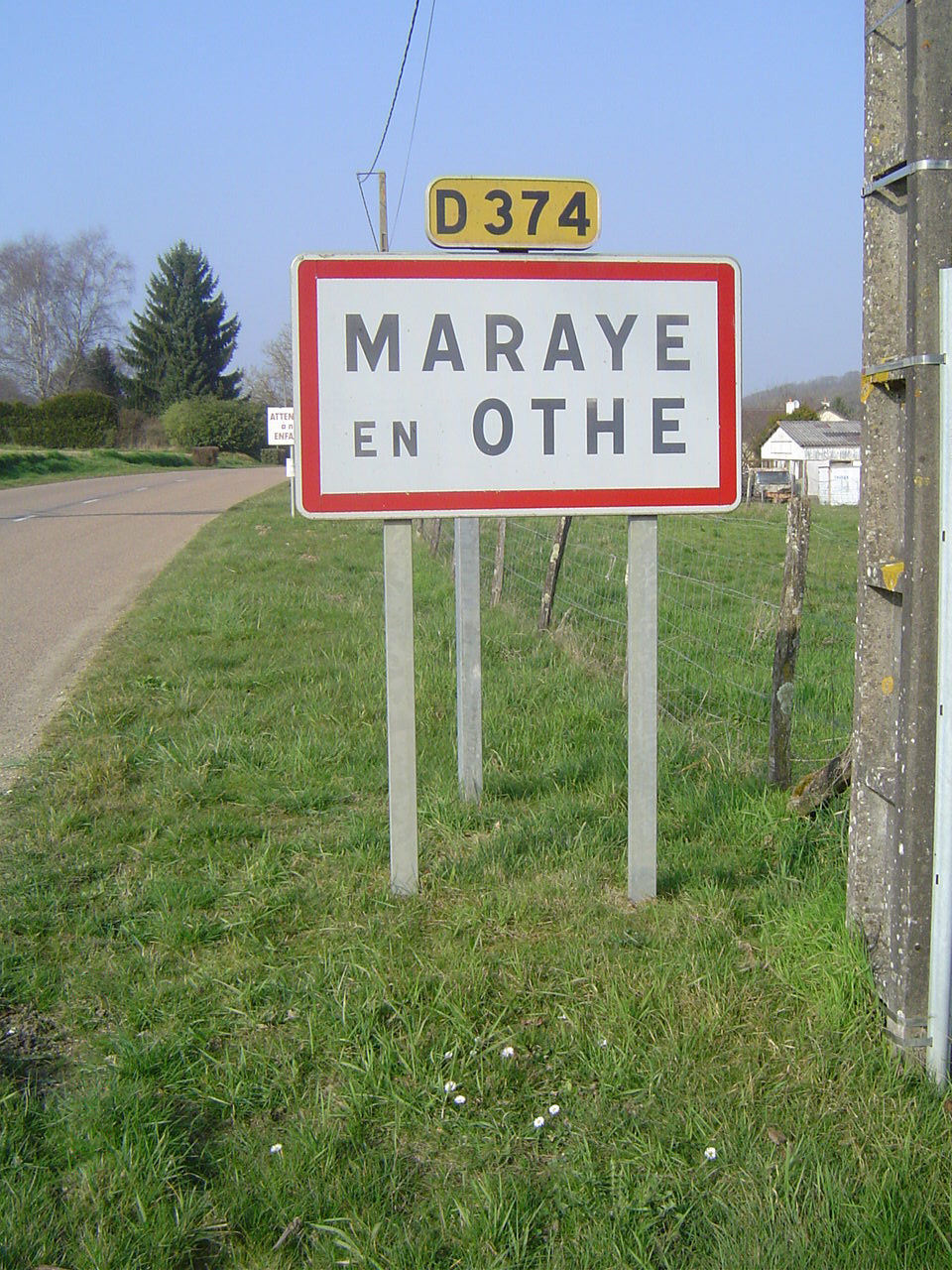
L'une des entrées du village.

Une voie romaine traversait la forêt d'Othe et permettait de rejoindre les communes de Troyes et de Joigny. Elle a été reconnue sur les finages des communes de Torvilliers, Prugny, Vauchassis, Bercenay-en-Othe, Maraye-en-Othe, Saint-Mards-en-Othe ; elle atteignait Joigny par Bœurs-en-Othe et Arces-Dilo. Aujourd'hui, la portion de route qui permet de rejoindre la commune depuis Bercenay-en-Othe s'appelle la Route de Maraye.
La commune est desservie par les lignes de bus no 91 « Troyes - Le Valdreux »  et no 901 « Maraye-en-Othe -- Aix-en-Othe » du réseau de bus Les Courriers de l'Aube,.

## Urbanisme

### Typologie
Au 1er janvier 2024, Maraye-en-Othe est catégorisée commune rurale à habitat dispersé, selon la nouvelle grille communale de densité à 7 niveaux définie par l'Insee en 2022.
Elle est située hors unité urbaine. Par ailleurs la commune fait partie de l'aire d'attraction de Troyes, dont elle est une commune de la couronne,. Cette aire, qui regroupe 209 communes, est catégorisée dans les aires de 200 000 à moins de 700 000 habitants,.

### Occupation des sols
L'occupation des sols de la commune, telle qu'elle ressort de la base de données européenne d’occupation biophysique des sols Corine Land Cover (CLC), est marquée par l'importance des forêts et milieux semi-naturels (75,3 % en 2018), une proportion identique à celle de 1990 (75,3 %). La répartition détaillée en 2018 est la suivante : 
forêts (73,3 %), terres arables (19,4 %), zones agricoles hétérogènes (3,1 %), milieux à végétation arbustive et/ou herbacée (2 %), prairies (1,6 %), zones urbanisées (0,6 %). L'évolution de l’occupation des sols de la commune et de ses infrastructures peut être observée sur les différentes représentations cartographiques du territoire : la carte de Cassini (XVIIIe siècle), la carte d'état-major (1820-1866) et les cartes ou photos aériennes de l'IGN pour la période actuelle (1950 à aujourd'hui).

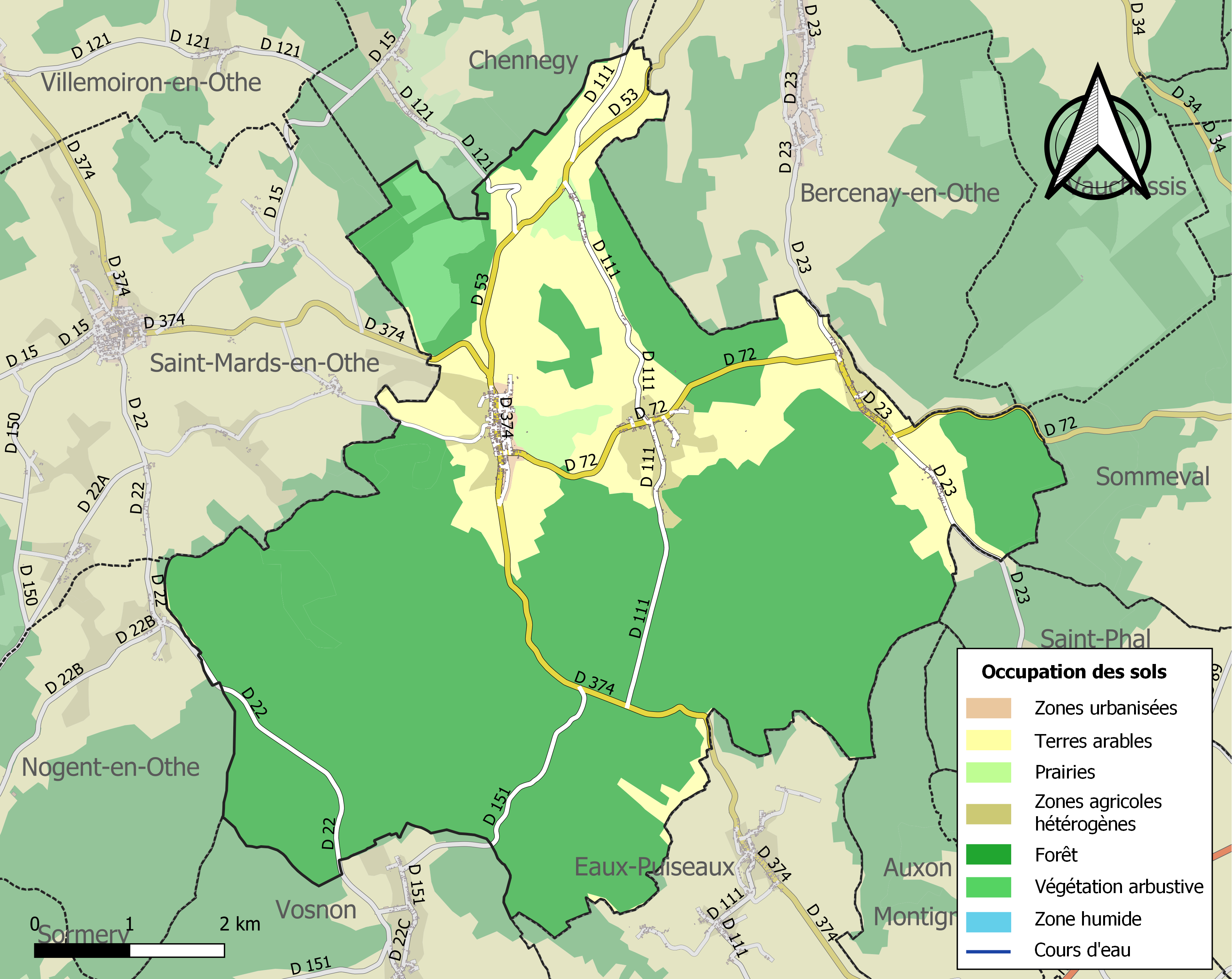
Carte des infrastructures et de l'occupation des sols de la commune en 2018 (CLC).

### Morphologie urbaine
La commune compte cinq hameaux : Champcharme Haut, Champcharme, les Boulins, la Perrière et Champsicourt.

### Logement
En 2009, le nombre total de logements dans la commune était de 269, alors qu'il était de 243 en 1999.
Parmi ces logements, 70,3 % étaient des résidences principales, 19,2 % des résidences secondaires et 10,5 % des logements vacants. Ces logements étaient quasiment tous (98,8 %) des maisons individuelles.
La proportion des résidences principales, propriétés de leurs occupants était de 95,2 %, en hausse par rapport à 1999 (87,0 %).

## Toponymie
Maraye est attestée sous les formes Maraia en 1173 et Vicus Paludosusen 1678, puis Maray en 1793 et Marcey-en-Othe en 1801.
Il peut s'agir du même mot dérivé en -acum que Marray (Indre-et-Loire, Marreium XIe siècle) ou Maray (Loir-et-Cher), sauf qu'il est ici du féminin -aca > -aye. Le premier élément est dans ce cas le nom de personne gallo-romain Marus, issu du gaulois maros, grand, également utilisé comme nom de personne (cf. breton meur, grand ; vieil irlandais már, grand).

## Faune
Le loup est présent sur le territoire de la commune. Auxon par arrêté préfectoral figure dans le cercle 2 c'est-à-dire la zone « où des actions de prévention sont nécessaires du fait de la survenue possible de la prédation par le loup pendant l'année en cours »

## Histoire
Durant le XIIe siècle, l’église de Maraye-en-Othe appartenait a l'ancienne abbaye Saint-Martin-ès-Aires.
Érard de Brienne-Ramerupt après 1222 obtint une rente par des immeubles disséminés de par le comté de Champagne dont les seigneuries de Saint-Mards-en-Othe, de Maraye-en-Othe et de Villeneuve-au-Chemin, fiefs qu'il revendra sauf la dernière.
Le domaine de Maraye relevait d'abord de la commune de Villemaur-sur-Vanne, suivi de la maison de Trainel durant le XIIIe siècle. Par la suite, il a appartenu successivement à la duchesse de Bourgogne au XIVe siècle puis à ses descendants comtes ou ducs de Nevers ; à Claude de Bullion sous Louis XIII de 1628 à 1653 ; à François Michel Le Tellier de Louvois durant le XVIIe siècle, et enfin aux Villeroy jusqu'à la Révolution française.
Depuis le XIIe siècle jusqu'au XVe siècle, le minerai de fer contenu dans le sol est exploité, notamment dans le site de la « forêt domaniale de Foissy » amenant le développement d'une activité métallurgique.
« Par acte qualifié transaction en date du 25 janvier 1553, le duc de Nivernais déclare délaisser, donner, céder et transporter aux habitants de Maraye-en-Othe et à leurs successeurs, en droit d'usage perpétuel et à toujours, la quantité de 300 arpents de bois, ensemble le fonds de la contrée appelée "le bois de Villiers", etc. Cet acte se terminait ainsi : "Et, par exprès, a été accordé que les dits habitants ne pourront essarter, extirper, défricher ni mettre en nature de labour et agriculture, part et portion desdites contrées et quantités susdites, sur peine de privation et extinction desdits droits d'usage et pâturage. ».
En 1547 François Ier de Clèves duc de Nevers se vit ériger en marquisat les châteaux d'Isles, Villemaur, Maraye et Chaource.
Un projet de chemin de fer par la Compagnie des chemins de fer électriques de Champagne eut lieu à Maraye-en-Othe (Il s'agissait de relier Romilly-sur-Seine à Auxon en passant par le Pays d'Othe -Villadin-Villemaur-Saint-Mards)
Durant la Seconde Guerre mondiale, c'est au hameau la Perrière qu'eurent lieu quelques-uns des premiers actes de résistance du maquis de Saint-Mards-en-Othe.
Le hameau des Boulins comptait un maquis sous les ordres des lieutenants Collot et Flamand. Le 12 juin 1944, le groupement comptait 112 hommes, mais à la suite d'une dénonciation le groupe est attaqué, décroche et rejoint le maquis de Suy-la Grande-Jaronnée à la limite de l'Yonne.
L'après-guerre voit progressivement la fin d'une antique civilisation agricole, et le début du remembrement des années 1950.

## Politique et administration

### Tendances politiques et résultats
Au second tour de l'élection présidentielle de 2007, 55,83 % des suffrages se sont exprimés pour Nicolas Sarkozy (UMP), 44,17 % pour Ségolène Royal (PS), avec un taux de participation de 80,93 %.
Au second tour de l'élection présidentielle de 2012, 51,58 % des suffrages se sont exprimés pour Nicolas Sarkozy (UMP), 48,42 % pour François Hollande (PS), avec un taux de participation de 82,26 %.

### Administration municipale
Le nombre d'habitants au dernier recensement lors des élections municipales étant compris entre 100 et 500, le nombre de membres du conseil municipal est de 11.

### Liste des maires

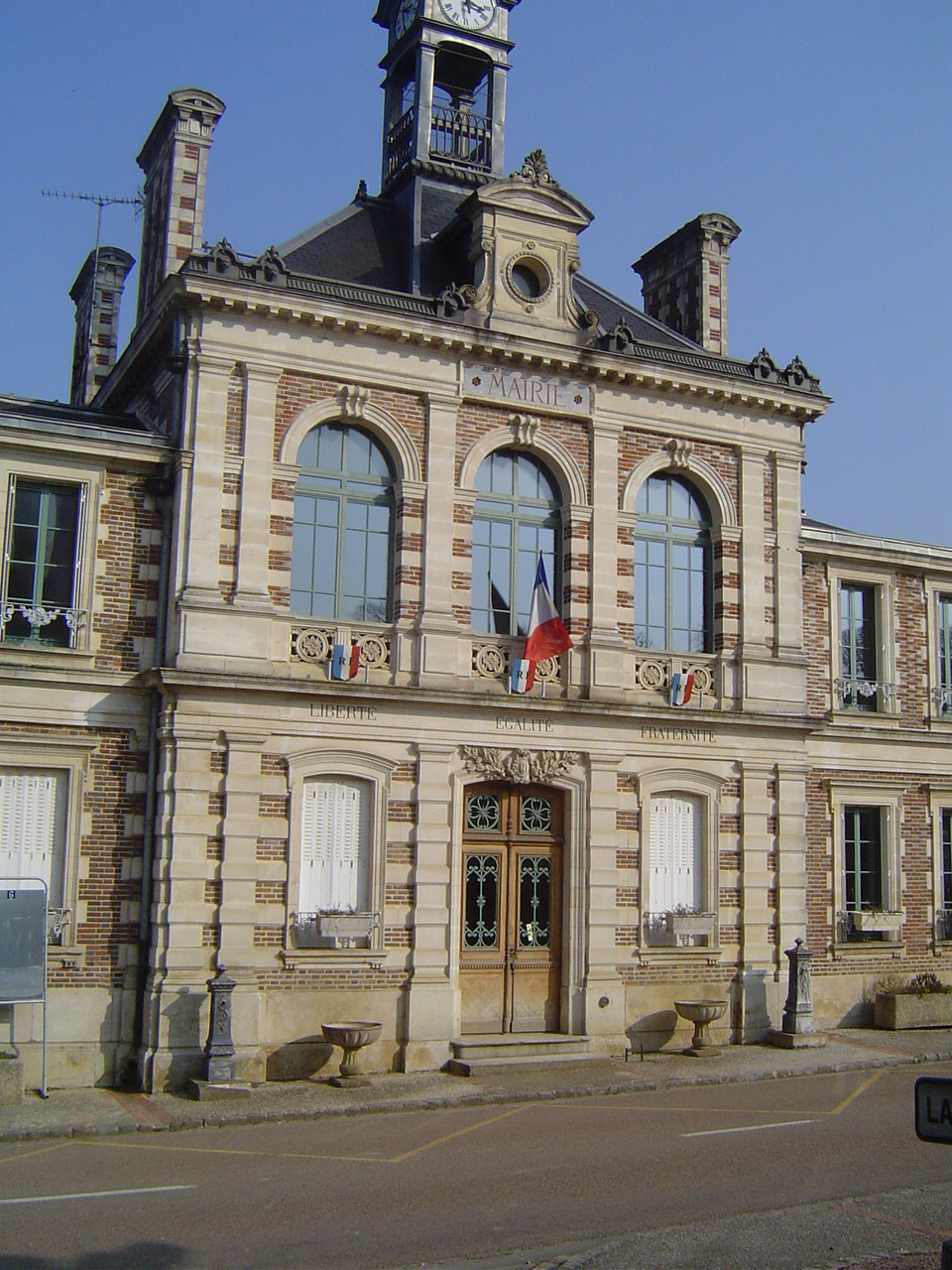
La mairie.

| Période                                  | Période    | Identité            | Étiquette | Qualité  |
| ---------------------------------------- | ---------- | ------------------- | --------- | -------- |
| Les données manquantes sont à compléter. |            |                     |           |          |
|                                          | avant 1857 | Pouard              |           |          |
|                                          | avant 1887 | Regnault            |           |          |
| mars 2001                                | 2008       | Jean Verriele       |           |          |
| mars 2008                                | mai 2020   | Nicolas Cerceau     |           | Retraité |
| mai 2020                                 | En cours   | Nadège Dudas Masson |           |          |

### Instances judiciaires et administratives
Maraye-en-Othe relève du tribunal d'instance de Troyes, du tribunal de grande instance de Troyes, de la cour d'appel de Reims, du tribunal pour enfants de Troyes, du conseil de prud'hommes de Troyes, du tribunal de commerce de Troyes, du tribunal administratif de Châlons-en-Champagne et de la cour administrative d'appel de Nancy.

### Politique environnementale
Le 5 décembre 2013, une convention de modernisation des documents comptables est signée à la mairie de Maraye-en-Othe. Elle permet l’aboutissement des travaux de dématérialisation de documents comptables s’inscrivant dans une démarche de gestion durable et écoresponsable, qui a permis l'économie de 1 900 feuilles A4. C'est la première commune de l'Aube à appliquer une dématérialisation totale grâce à  l’outil gratuit que la Direction générale des Finances publiques (|DGFiP) a mis à sa disposition.

### Finances locales
De 2008 à 2013, la capacité d'autofinancement nette du remboursement en capital des emprunts est restée quasiment toujours négative, à un taux par habitant très inférieur à celui des communes de même type :
| Année | Dans la commune | Moyenne de la strate |
| ----- | --------------- | -------------------- |
| 2008  | - 20 €          | 112 €                |
| 2009  | - 41 €          | 96 €                 |
| 2010  | 32 €            | 106 €                |
| 2011  | - 57 €          | 127 €                |
| 2012  | - 39 €          | 128 €                |

### Jumelages
Au 9 mars 2014, Maraye-en-Othe n'est jumelée avec aucune commune.

## Population et société

### Démographie
Les habitants sont appelés les Marayais.

#### Évolution démographie
L'évolution du nombre d'habitants est connue à travers les recensements de la population effectués dans la commune depuis 1793. Pour les communes de moins de 10 000 habitants, une enquête de recensement portant sur toute la population est réalisée tous les cinq ans, les populations de référence des années intermédiaires étant quant à elles estimées par interpolation ou extrapolation. Pour la commune, le premier recensement exhaustif entrant dans le cadre du nouveau dispositif a été réalisé en 2005.

En 2022, la commune comptait 429 habitants, en évolution de −7,74 % par rapport à 2016 (Aube : +0,7 %, France hors Mayotte : +2,11 %).
| 1793  | 1800  | 1806  | 1821  | 1831  | 1836  | 1841  | 1846  | 1851  |
| ----- | ----- | ----- | ----- | ----- | ----- | ----- | ----- | ----- |
| 1 204 | 1 189 | 1 233 | 1 149 | 1 188 | 1 210 | 1 195 | 1 124 | 1 140 |

| 1856  | 1861  | 1866  | 1872  | 1876 | 1881 | 1886 | 1891 | 1896 |
| ----- | ----- | ----- | ----- | ---- | ---- | ---- | ---- | ---- |
| 1 115 | 1 109 | 1 057 | 1 025 | 992  | 931  | 914  | 852  | 808  |

| 1901 | 1906 | 1911 | 1921 | 1926 | 1931 | 1936 | 1946 | 1954 |
| ---- | ---- | ---- | ---- | ---- | ---- | ---- | ---- | ---- |
| 772  | 724  | 665  | 609  | 650  | 554  | 544  | 547  | 517  |

| 1962 | 1968 | 1975 | 1982 | 1990 | 1999 | 2005 | 2006 | 2010 |
| ---- | ---- | ---- | ---- | ---- | ---- | ---- | ---- | ---- |
| 484  | 429  | 362  | 374  | 428  | 432  | 495  | 501  | 493  |

| 2015 | 2020 | 2022 | - | - | - | - | - | - |
| ---- | ---- | ---- | - | - | - | - | - | - |
| 473  | 434  | 429  | - | - | - | - | - | - |

#### Pyramide des âges
En 2021, le taux de personnes d'un âge inférieur à 30 ans s'élève à 26,1 %, soit en dessous de la moyenne départementale (35,0 %). À l'inverse, le taux de personnes d'âge supérieur à 60 ans est de 33,8 % la même année, alors qu'il est de 28,2 % au niveau départemental.
En 2021, la commune comptait 218 hommes pour 212 femmes, soit un taux de 50,70 % d'hommes, légèrement supérieur au taux départemental (48,70 %).
Les pyramides des âges de la commune et du département s'établissent comme suit :
| Hommes | Classe d’âge | Femmes |
| ------ | ------------ | ------ |
| 0,5    | 90 ou +      | 1,0    |
| 6,5    | 75-89 ans    | 6,8    |
| 27,8   | 60-74 ans    | 25,2   |
| 20,2   | 45-59 ans    | 20,4   |
| 19,3   | 30-44 ans    | 20,2   |
| 8,5    | 15-29 ans    | 9,7    |
| 17,2   | 0-14 ans     | 16,7   |

| Hommes | Classe d’âge | Femmes |
| ------ | ------------ | ------ |
| 0,8    | 90 ou +      | 2,1    |
| 7,4    | 75-89 ans    | 10,2   |
| 17,4   | 60-74 ans    | 18,4   |
| 19,4   | 45-59 ans    | 19     |
| 17,8   | 30-44 ans    | 17,3   |
| 18,3   | 15-29 ans    | 15,9   |
| 19     | 0-14 ans     | 17,1   |

### Enseignement
Maraye-en-Othe est située dans l'académie de Reims.
La commune administre une école élémentaire. En 2012, 53 000 € ont été dépensés par l'ensemble du groupe scolaire du regroupement pédagogique intercommunal (RPI) (Chennegy, Maraye-en-Othe et Bercenay-en-Othe), ce qui a permis de rénover une classe en 2012 et une autre en 2013, terminant ainsi la rénovation du groupe scolaire.

### Manifestations culturelles et festivités
Le marché de Noël est organisé, en collaboration avec les villages du regroupement pédagogique intercommunal, par la « Tarandole des trois pommes de Chennegy ».

### Médias
Le quotidien régional L'Est-Éclair assure la publication des informations locales à la commune.
La commune ne dispose pas de nœud de raccordement ADSL installé dans cette commune, ni de connexion à un réseau de fibre optique. Les lignes téléphoniques sont raccordées à des équipements situés à Saint-Mards-en-Othe.

### Sports
Maraye-en-Othe dispose d'un centre équestre et d'un gymnase ainsi que d'un terrain de basket.

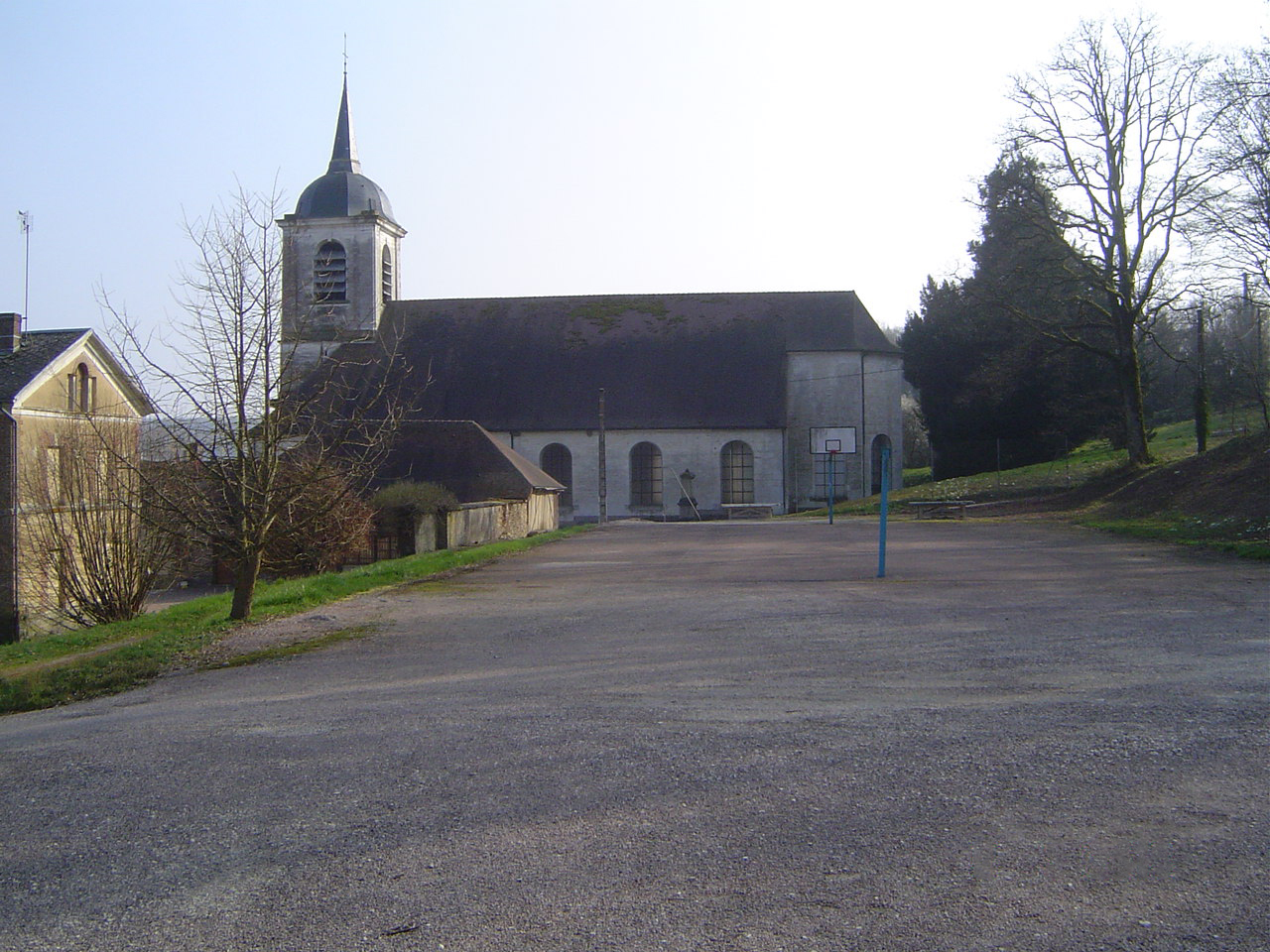
Le terrain de basket au premier plan.

L'association Liberty Quad 10 organise des randonnées et des cours d'initiation au quad.
Le championnat de France équestre de Mountain trail aura lieu en 2023, le 18 août.

### Cultes
Seul le culte catholique est célébré à Maraye-en-Othe. La commune est l'une des dix communes regroupées dans la paroisse « d'Auxon », l'une des six paroisses de l'espace pastoral « Forêts d’Othe et d’Armance » au sein du diocèse de Troyes, le lieu de culte est l'église paroissiale Saint-Jacques-le-Majeur.

## Économie

### Revenus de la population et fiscalité
En 2011, le revenu fiscal médian par ménage était de 32 030 €, ce qui plaçait Maraye-en-Othe au 12 356e rang parmi les 31 886 communes de plus de 49 ménages en métropole.
En 2009, 48,3 % des foyers fiscaux n'étaient pas imposables.

### Emploi
En 2009, la population âgée de 15 à 64 ans s'élevait à 296 personnes, parmi lesquelles on comptait 78,5 % d'actifs dont 71,7 % ayant un emploi et 6,8 % de chômeurs.
On comptait 54 emplois dans la zone d'emploi, contre 49 en 1999. Le nombre d'actifs ayant un emploi résidant dans la zone d'emploi étant de 213, l'indicateur de concentration d'emploi est de 25,6 %, ce qui signifie que la zone d'emploi offre à peine plus d'un emploi pour quatre habitants actifs.

### Entreprises et commerces
Maraye-en-Othe est l'une des communes où peut être produit le chaource qui bénéficie d'une appellation d'origine contrôlée (AOC) depuis 1970 et d'une appellation d'origine protégée (AOP) (équivalent européen) depuis 1996.
Au 31 décembre 2010, Maraye-en-Othe comptait 31 établissements : 9 dans l’agriculture-sylviculture-pêche, aucun dans l'industrie, 5 dans la construction, 12 dans le commerce-transports-services divers et 5 étaient relatifs au secteur administratif.
En 2011, 2 entreprises ont été créées à Maraye-en-Othe.

## Culture locale et patrimoine

### Lieux et monuments
La commune ne compte aucun lieu ou monument répertorié à l'inventaire des monuments historiques ou à l'inventaire général du patrimoine culturel. Toutefois l'église paroissiale Saint-Jacques-le-Majeur renferme 15 objets répertoriés à l'inventaire des monuments historiques et 6 objets répertoriés à l'inventaire général du patrimoine culturel.
L'église Saint-Jacques-le-Majeur s'élève au pied de la hauteur qui domine Maraye-en-Othe à l'ouest. Sa construction a eu lieu entre 1779 et 1783. Le vaisseau forme un parallélogramme, divisé en trois nefs. L'abside est tournée vers l'ouest, la porte principale fait face à l'est.
Du haut du village s'aperçoit une cheminée, tout en arabesques.

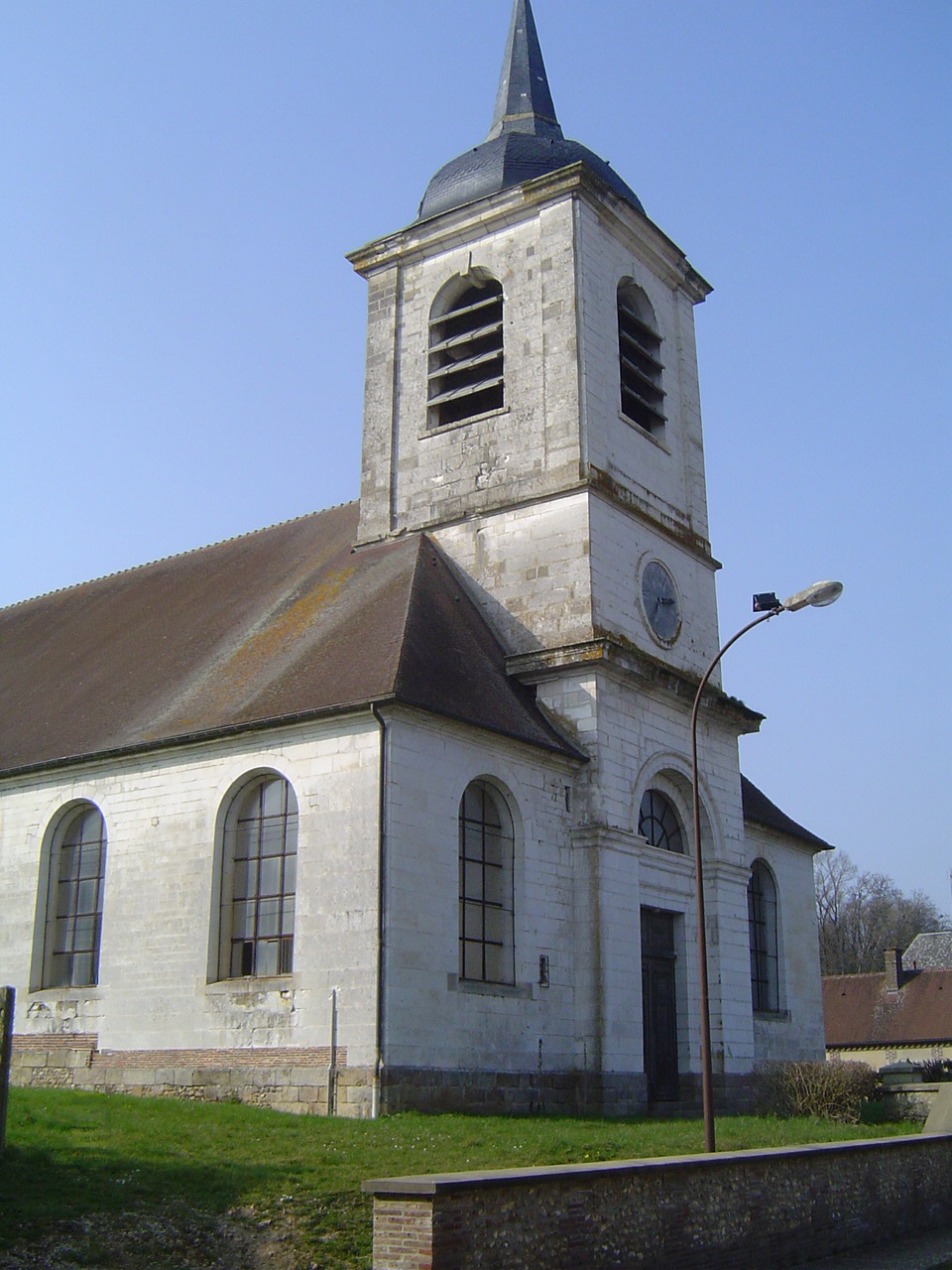
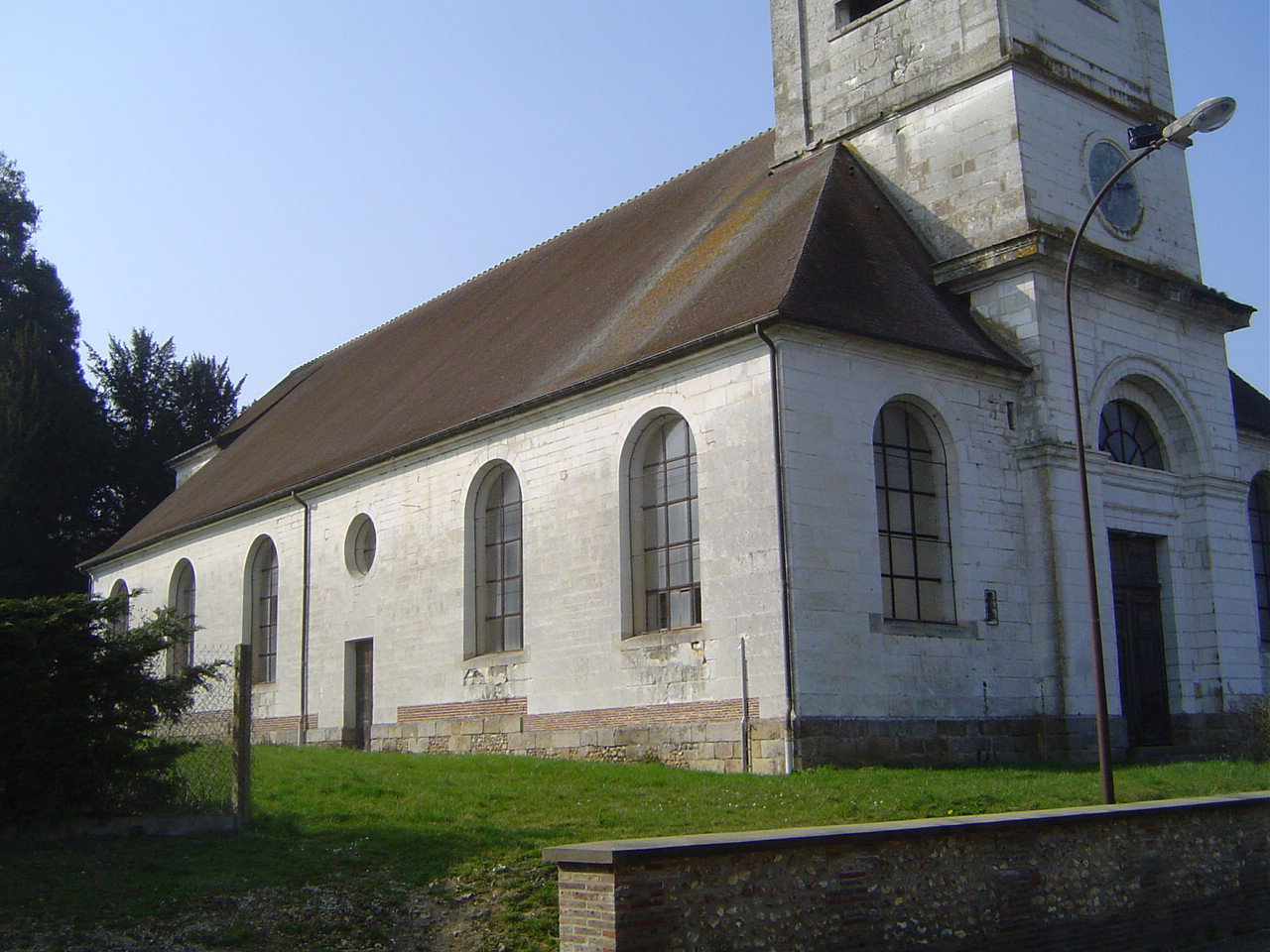
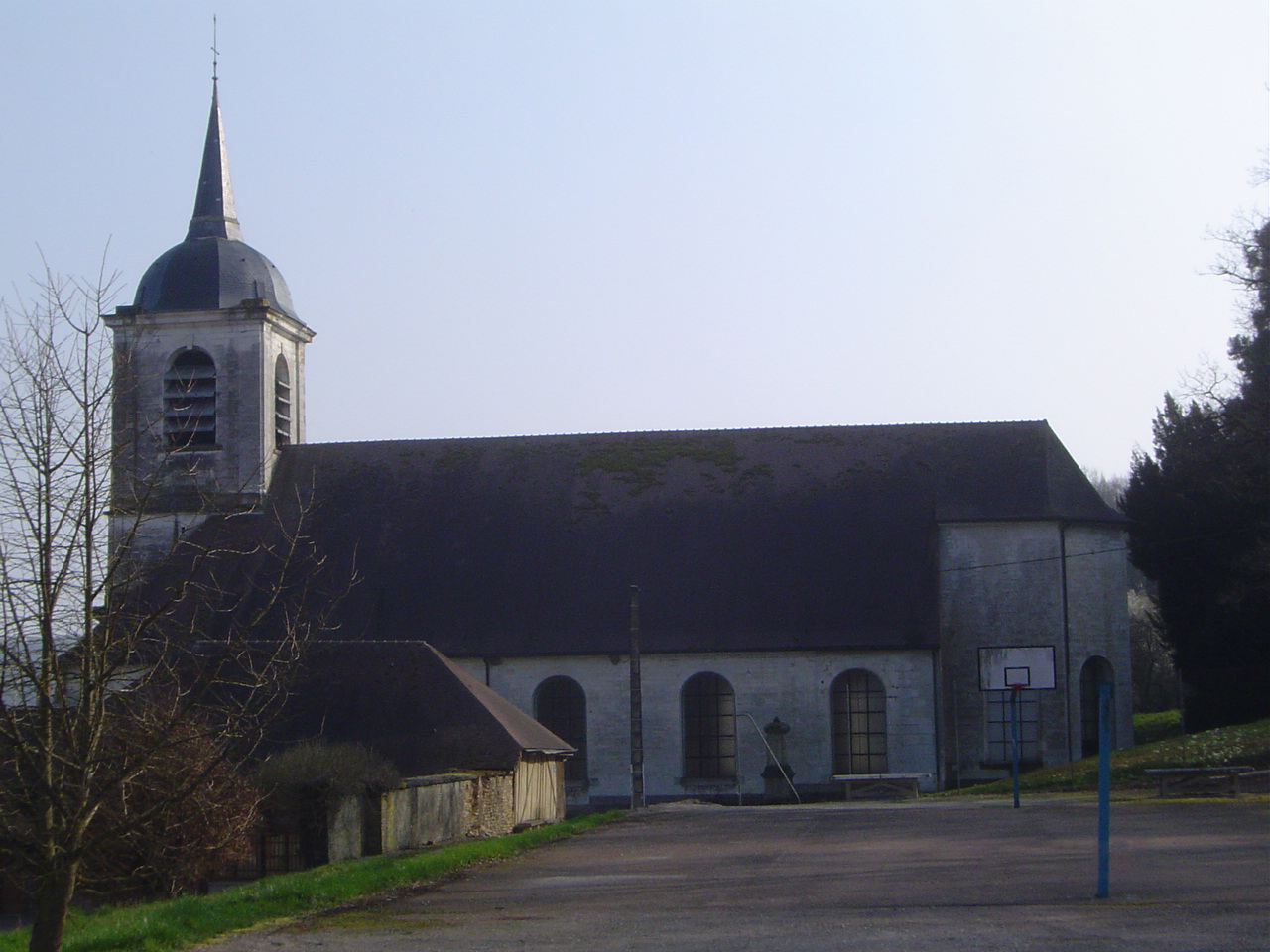
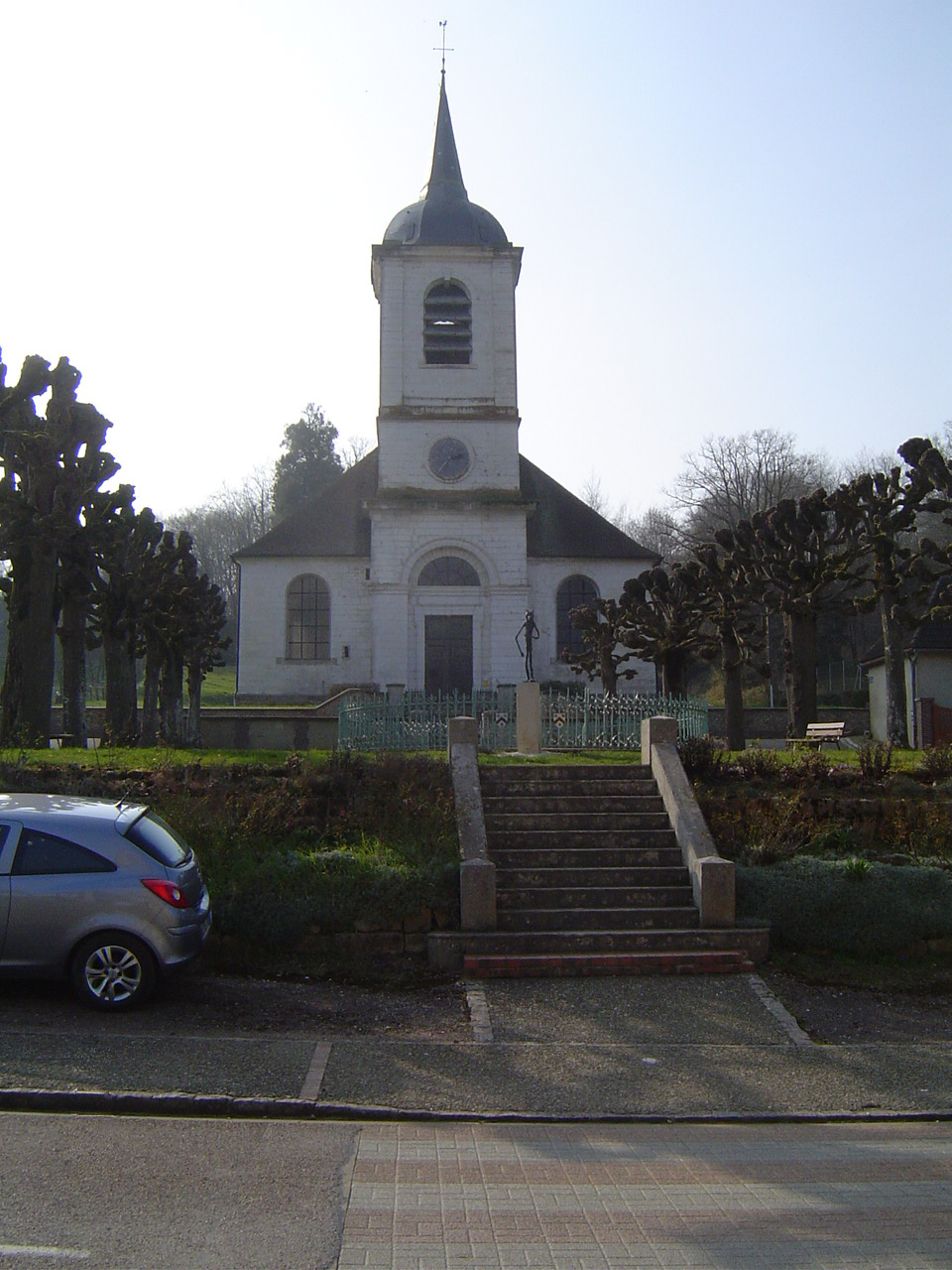

Le bois de Vire-Loup est situé à l'est de Maraye-en-Othe, entre les Boulins et la Perrière.

### Musée de l'histoire paysanne
Dans une grange champenoise de 1893 à Champcharme, ce musée rassemble des appareils et outils issus de l'ancien temps du monde agricole comme des charrues, des lieuses, des moissonneuse-lieuses ou des semoirs.

### Folklore
Un violoneux des Boulins avait sa version de la Ronde de la Boulangère. Elle nous est parvenue

### Héraldique
|  | Les armes de la ville se blasonnent ainsi : D’azur au chevron d’or accompagné de trois croisettes ancrées du même. |